# Gamal Abdel Naser
Gamal Abdel Naser Husajn, Dżamal Abd an-Nasir Husajn (egipski arabski ‏جمال عبد الناصر حسين‎; ur. 15 stycznia 1918 w Bani Murr, zm. 28 września 1970 w Kairze) – egipski oficer i polityk, prezydent Egiptu sprawujący władzę autorytarną w latach 1954–1970. Twórca systemu ideologicznego opartego na koncepcjach socjalistycznych i panarabskich – naseryzmu.
Ukończył studia w Królewskiej Akademii Wojskowej. Należał do przywódców organizacji Wolnych Oficerów, przewodził rewolucji w Egipcie w 1952. Chociaż formalnie głową państwa został po niej gen. Muhammad Nadżib, Naser de facto kierował pracami rządzącej Egiptem Rady Rewolucyjnych Dowódców, a z czasem skupił w ręku własnym lub swoich przyjaciół większość wpływów w kraju. Jesienią 1954 ostatecznie odsunął Nagiba od władzy i objął rządy dyktatorskie przy ogromnym poparciu społeczeństwa.
Za rządów Nasera w Egipcie wdrożony został program reform społecznych ukierunkowanych na budowę socjalistycznego i egalitarnego społeczeństwa. Przeprowadzona została reforma rolna oraz – w kilku etapach – nacjonalizacja największych przedsiębiorstw prywatnych, państwo zaczęło odgrywać wiodącą rolę w gospodarce, upowszechniono edukację (gwarantując zatrudnienie absolwentom szkół wyższych). Zlikwidowany został system wielopartyjny na rzecz utworzenia jednej partii wyrażającej jedność wszystkich Egipcjan. W 1956 Naser znacjonalizował Kanał Sueski.
W polityce zagranicznej Naser porzucił krótko po rewolucji kurs proamerykański i związał się z ZSRR. Występował także przeciwko państwu Izrael. W 1967 wszczął z nim wojnę, która zakończyła się klęską Egiptu i sprzymierzonych z nim krajów arabskich. Po tym wydarzeniu prezydent podał się do dymisji, jednak wrócił na urząd po masowych manifestacjach poparcia dla swojej osoby. Naser dążył także do zapewnienia Egiptowi przywództwa w świecie arabskim. Zmarł w 1970 na zawał serca. Jego następcą na urzędzie został dotychczasowy wiceprezydent Anwar as-Sadat, towarzysz Nasera z organizacji Wolnych Oficerów, który w czasie swoich rządów porzucił jednak większość założeń naseryzmu.

## Życiorys

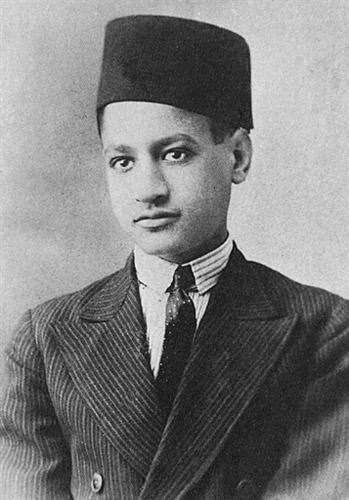
Gamal Abdel Naser

### Pochodzenie, edukacja i wczesna działalność
Gamal Abdel Naser pochodził z rodziny fellahów, jego ojciec był pierwszym z rodu, który opuścił wieś i zdobył pracę na poczcie w Aleksandrii. W wieku siedmiu lat przyszły prezydent zamieszkał w Kairze w domu wuja. W kolejnych latach, po śmierci matki i powtórnym małżeństwie ojca przebywał na przemian w domu dziadka w Aleksandrii oraz w Kairze. Tam też uzyskał wykształcenie średnie, a w czasie nauki w szkole zetknął się z ideami nacjonalistycznymi. Znaczący wpływ na kształtowanie się jego światopoglądu miała również lektura utworów Taufika al-Hakima, przede wszystkim powieści „Powrót Duszy”, opisującej walkę Egipcjan z panowaniem kolonialnym. W 1935 został przewodniczącym Komitetu Wykonawczego Organizacji Nacjonalistycznych Szkół Średnich. Rok później zdał egzamin dojrzałości. Po maturze bezskutecznie ubiegał się o przyjęcie do Królewskiej Akademii Wojskowej, a następnie do Akademii Policyjnej. Rozpoczął wówczas studia prawnicze na uniwersytecie w Kairze, jednak zrezygnował z nich po kilku miesiącach, gdy w 1937 otrzymał zgodę na podjęcie nauki w Akademii Wojskowej. Znalazł się w grupie 10% studentów wywodzących się z ubogich warstw społecznych i przez to zwolnionych z czesnego. W czasie studiów poznał innych słuchaczy o nacjonalistycznych i antybrytyjskich poglądach, z którymi tworzył następnie ruch Wolnych Oficerów: Anwara as-Sadata, Abd al-Latifa Baghdadiego, Abd al-Hakima Amira i Zakarijję Muhji ad-Dina. Po ukończeniu szesnastomiesięcznej nauki w Akademii został skierowany do służby w garnizonie w Mankabadzie. Panująca w armii atmosfera, nieudolność wyższych oficerów i korupcja były dla niego wielkim rozczarowaniem. Następnie służył w Chartumie, a przez krótki czas w wojskach brytyjskich w Libii.
Według własnych wspomnień Nasera, od 1942 działał w podziemnej organizacji oficerów, która przekształciła się następnie w ruch Wolnych Oficerów (jej regularne spotkania zaczęły się w 1944). Wzorem dla niego był gen. Aziz Ali al-Masri. Sam Naser szybko uzyskał w nieformalnej początkowo grupie wysoką pozycję dzięki uzyskaniu w 1943 etatu wykładowcy w Królewskiej Akademii Wojskowej. Pracę tę wykonywał przez trzy lata, następnie w maju 1948 został przeniesiony do Akademii Sztabowej, zaś w lipcu tego samego roku uzyskał awans na majora. Walczył w wojnie izraelsko-arabskiej w 1948. Został wówczas ciężko ranny. Przeżył jedno z najdłuższych oblężeń (135 dni) w regionie miejscowości Al-Faludża na południu Palestyny, po powrocie otrzymał najwyższy order bohaterstwa wojskowego z rąk samego króla.
Po zakończeniu konfliktu został instruktorem w Szkole Administracji Wojskowej, zaś od listopada 1951 ponownie wykładowcą Akademii Sztabowej.

### Ruch Wolnych Oficerów

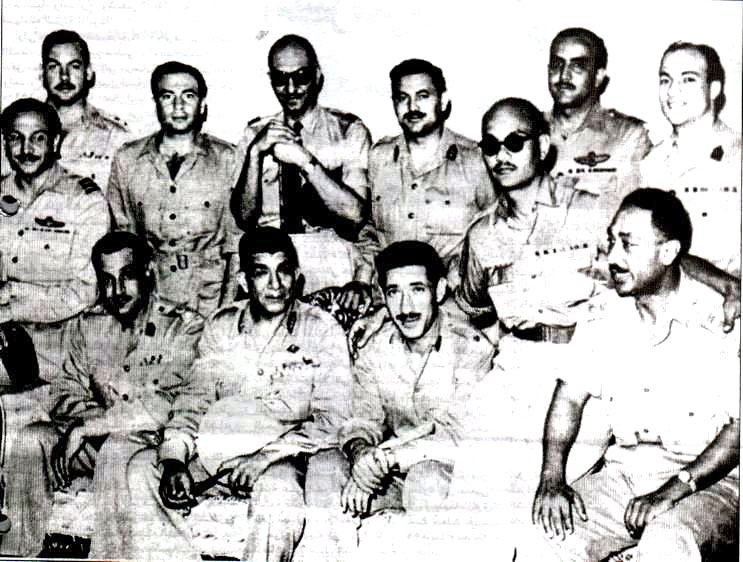
Naser w grupie Wolnych Oficerów (siedzi pierwszy z lewej; dalej Nagib, Amir i Sadat

W 1949 Naser znalazł się w komitecie założycielskim organizacji Wolnych Oficerów (nazwę tę przybrała jednak dopiero rok później). W tym okresie utrzymywał kontakty zarówno z członkami partii Wafd, jak i z dawnymi działaczami Młodego Egiptu oraz z działaczem komunistycznym Ahmadem Fuadem oraz z członkami Stowarzyszenia Braci Muzułmanów. Własnych poglądów politycznych nie deklarował jednoznacznie; nadal deklarował przy tym przywiązanie do postaci gen. Masriego.
Według wspomnień Anwara as-Sadata Naser zamierzał przeprowadzić zamach stanu przeciwko królowi Farukowi I już w końcu stycznia 1952, zachęcony masowymi manifestacjami (czarna sobota w Kairze). Zrezygnował jednak z pierwotnych planów, uznawszy, że plan Wolnych Oficerów nie ma dostatecznego poparcia wśród kairskich wojskowych. Wówczas postanowiono przełożyć zbrojne wystąpienie na listopad, jednak 21 lipca 1952 Naser postanowił działać natychmiast w obawie przed wykryciem i rozbiciem organizacji.

### Rewolucja r. 1952
Nocą z 22 na 23 lipca 1952 Wolni Oficerowie bez oporu opanowali najpierw kwaterę główną wojsk egipskich w Kairze, a następnie całe miasto. Władzę w kraju przejęła Rada Rewolucyjnych Dowódców. Chociaż jej przewodniczącym został nowy głównodowodzący armią gen. Muhammad Nagib – wybrany przez Wolnych Oficerów z uwagi na swój wiek i stopień – faktyczne przywództwo należało do Nasera, formalnie jedynie ministra spraw wewnętrznych. 23 stycznia 1953, nieco ponad miesiąc po zawieszeniu konstytucji egipskiej, a tydzień po wydaniu zakazu funkcjonowania partii politycznych, Naser został pierwszym sekretarzem Frontu Wyzwolenia, który miał być jedynym legalnym ugrupowaniem w Egipcie.
W publicznych wypowiedziach krytykował Stany Zjednoczone i sprzeciwiał się ich projektowi utworzenia antyradzieckiej Organizacji Obrony Bliskiego Wschodu.
Po proklamowaniu republiki egipskiej 18 czerwca 1953 zaostrzyła się walka o władzę między Naserem a Nagibem, który został pierwszym prezydentem Egiptu, pozostając przewodniczącym Rady Rewolucyjnych Dowódców. Naser zachował stanowisko ministra spraw wewnętrznych i wicepremiera, ponadto przeforsował na stanowiska ministra obrony oraz głównodowodzącego armii swoich bliskich przyjaciół Abd al-Latifa Baghdadiego i Abd al-Hakima Amira. Oznaczało to, iż osobiście lub za pośrednictwem lojalnych sobie ludzi kontrolował najważniejsze instrumenty władzy. Cieszył się również znaczącą popularnością w wojsku, związkach zawodowych, mediach, służbach bezpieczeństwa i wśród młodzieży. 23 lutego 1954 podjął pierwszą próbę ostatecznego przejęcia władzy, doprowadzając do osadzenia Nagiba w areszcie domowym i przejmując stanowisko premiera. Nie docenił jednak autorytetu Nagiba, nadal silnego w wojsku i musiał się wycofać. Również druga próba usunięcia Nagiba od rządów podjęta kilka dni później zakończyła się niepowodzeniem, chociaż Naser zachował stanowisko premiera. 5 marca 1954 Rada Rewolucyjnych Dowódców zadeklarowała podjęcie prac nad nową konstytucją, powrót do parlamentaryzmu i pluralizmu partyjnego, zniesienie cenzury i zwolnienie więźniów politycznych. Oznaczałoby to przyjęcie programu głoszonego przez Nagiba, on też został powtórnie mianowany premierem. Sytuacja w kraju pozostawała jednak napięta. Regularnie dochodziło do zamieszek, od 27 marca na ulicach demonstrowali zwolennicy Nasera. W rezultacie w końcu marca Rada Rewolucyjnych Dowódców odwołała wcześniejsze deklaracje i zapowiedziała, iż pozostanie przy władzy do momentu uregulowania stosunków egipsko-brytyjskich. Nagib musiał ustąpić z urzędu premiera. Pozostał prezydentem kraju, lecz w istocie stracił wszystkie wpływy na rzecz Nasera (mianowanego premierem 17 kwietnia 1954) i jego zwolenników.
27 lipca parafowany, a 19 października podpisany został układ egipsko-brytyjski, zapowiadający wycofanie wojsk brytyjskich z regionu Kanału Sueskiego do 19 czerwca 1956. Ze strony egipskiej traktat sygnował Naser. Układ uznał za niekorzystny zarówno Nagib, jak i Bracia Muzułmanie, którzy uznali Nasera za zdrajcę interesów Arabów. Latem 1954 premier Egiptu udał się na pielgrzymkę do Mekki, aby uzyskać popularność wśród pobożnych muzułmanów. W czasie podróży spotkał się z królem Arabii Saudyjskiej i premierem Pakistanu i prowadził z nimi rozmowy w sprawie utworzenia międzynarodowej organizacji krajów muzułmańskich. Mimo to od początku października Sekcja Specjalna Stowarzyszenia Braci Muzułmanów rozpoczęła przygotowania do zamachu na Nasera. Ścisłe kierownictwo organizacji nie poparło tych planów ani ich nie powstrzymało. 26 października 1954 Mahmud Abd-al Latif usiłował zastrzelić premiera, gdy ten przemawiał na wiecu w Aleksandrii. W związku z tym aresztowano ok. 19 tys. członków Bractwa Muzułmańskiego. Niewyjaśnione kontakty organizacji z Nagibem stały się ostateczną przyczyną jego klęski w walce o władzę z Naserem. W połowie listopada został on osadzony w areszcie domowym. Naser dzięki swojej charyzmie stał się faktycznym dyktatorem, cieszył się przy tym znaczącą popularnością.
W 1953 opublikował pracę teoretyczną Filozofia rewolucji, drukowaną następnie także w jednym z kairskich dzienników w odcinkach. Zaprezentował w niej program panarabski (zjednoczenie krajów arabskich od Zatoki Perskiej do Gibraltaru) i antykolonialny (wspieranie antykolonialnych ruchów wszystkich narodów afrykańskich), wzywał także do wzmocnienia wpływów egipskich w muzułmańskich krajach Afryki oraz do użycia zasobów ropy naftowej jako broni strategicznej przeciwko Zachodowi. Twierdził, że nacjonalizm egipski, panarabizm i panislamizm w żaden sposób się nie wykluczają.

### Rządy Nasera w Egipcie

#### 1954–1956

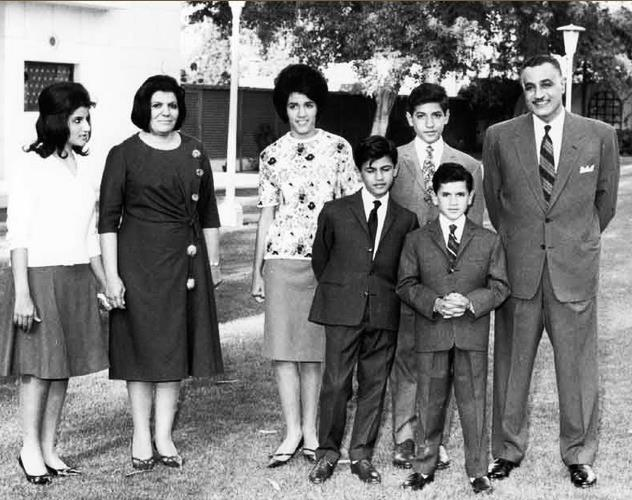
Naser z rodziną

Chociaż usunięcie Nagiba zapewniło Naserowi pełnię władzy w Egipcie, poważniejsze reformy ustrojowe zaczął on wprowadzać dopiero w kwietniu 1955, wcześniej zachowując w polityce gospodarczej kierunek wypracowany po rewolucji 1952 (zachowanie gospodarki wolnorynkowej przy znacznych inwestycjach państwowych w kluczowych sektorach). Dopiero w kwietniu 1955 Naser stwierdził, że celem rewolucji egipskiej jest budowa społeczeństwa socjalistycznego bez podziału na klasy. Jego koncepcje polityczne cieszyły się w społeczeństwie Egiptu znaczną popularnością.
Wyrazem przemian w państwie była nowa konstytucja, przyjęta 16 stycznia 1956 i nadająca prezydentowi pełnię władzy w państwie – miał on łączyć stanowiska premiera, głównodowodzącego sił zbrojnych, kierować polityką zagraniczną oraz powoływać i odwoływać ministrów. Kompetencje ustawodawcze pozostawiono w rękach Zgromadzenia Narodowego, wybieranego w wyborach powszechnych (prawo wyborcze obejmowało wszystkich obywateli powyżej 18 roku życia, bez względu na płeć). W tym samym roku Naser uzyskał w wyborach prezydenckich 99,1% głosów. Wybory te były w pełni kontrolowane przez władze.
W polityce zagranicznej Naser głosił program panarabski, z akcentami panislamskimi, nie wyrzekając się zarazem nacjonalizmu egipskiego. Sprzeciwiał się powstaniu Paktu Bagdadzkiego, gdyż prowadził on do nadmiernego wzrostu znaczenia głównego konkurenta Egiptu do przywództwa w świecie arabskim – Iraku. Pozycję międzynarodową prezydenta Egiptu podniósł udział w konferencji w Bandungu 18–24 kwietnia 1955, na której był jedną z najważniejszych postaci (obok Jawaharlala Nehru, Sukarno, U Nu i Zhou Enlaia). Naser utrzymywał odtąd ścisłe kontakty z Jugosławią, 22 razy (między 1955 a 1970) spotykając się z Tito), zaś w lipcu 1956 na wyspie Brioni uzgodnił z Tito oraz z Jawaharlalem Nehru zasady bliskiego współdziałania Egiptu z Indiami i Jugosławią. Wszystkie kraje miały zachowywać neutralność i nie przystępować do międzynarodowych paktów militarnych. Naser stał się w ten sposób jednym z przywódców Ruchu państw niezaangażowanych.
Początkowo Naser nie był wrogiem Izraela. Ze względów pragmatycznych godził się z jego istnieniem, a przedstawiciele Egiptu i Izraela odbywali niejawne spotkania. Wzajemne relacje załamały się dopiero po aferze Lawona. W rezultacie prezydent Egiptu przyjął nieskrywanie wrogi stosunek do Izraela. Jego kraj popierał odtąd antyizraelskie wystąpienia bojówek palestyńskich, które z kolei spotykały się z odwetowymi atakami Izraela, w których wojska egipskie ponosiły same klęski.
Starania Nasera o pomoc amerykańską przy modernizacji armii spotkały się z odmową – USA żądały zgody na otwarcie w Egipcie bazy wojskowej i nadzorowanie zbrojeń, przede wszystkim kontrolę, czy nowo pozyskana broń nie będzie użyta przeciw Izraelowi. Naser odmówił, a w lipcu 1955 zawarł umowę o zakupie uzbrojenia, w zamian za towary, z Czechosłowacją. W rzeczywistości miało ono pochodzić z ZSRR i Polski; razem ze sprzętem do Egiptu przybyli radzieccy instruktorzy. W roku następnym Naser odrzucił ofertę sfinansowania budowy Tamy Asuańskiej z pożyczki udzielonej przez Międzynarodowy Bank Odbudowy i Rozwoju, uznał Chińską Republikę Ludową i zawarł z nią układ o wzajemnych dostawach bawełny i stali. Po uznaniu ChRL przez Egipt USA wycofały się z wcześniejszych ofert finansowania budowy Wysokiej Tamy. Gotowość do wsparcia Egiptu w tym zakresie ponownie wyraził natomiast Związek Radziecki. W maju 1956 Egipt otrzymał już od państw Bloku Wschodniego broń o wartości 250 mln dolarów. Najprawdopodobniej celem egipskiego prezydenta było jednak odstraszanie Izraela; Naser nie miał jeszcze zamiaru wypowiadać mu wojny, chociaż publicznie głosił swoje zaangażowanie w walkę o prawa ludności palestyńskiej. Równocześnie z zacieśnianiem kontaktów z Blokiem Wschodnim Naser wycofywał się z wcześniejszej polityki represji wobec komunistów (ich organizacje były zwalczane bezpośrednio po rewolucji 1952).

### Kryzys sueski i jego następstwa

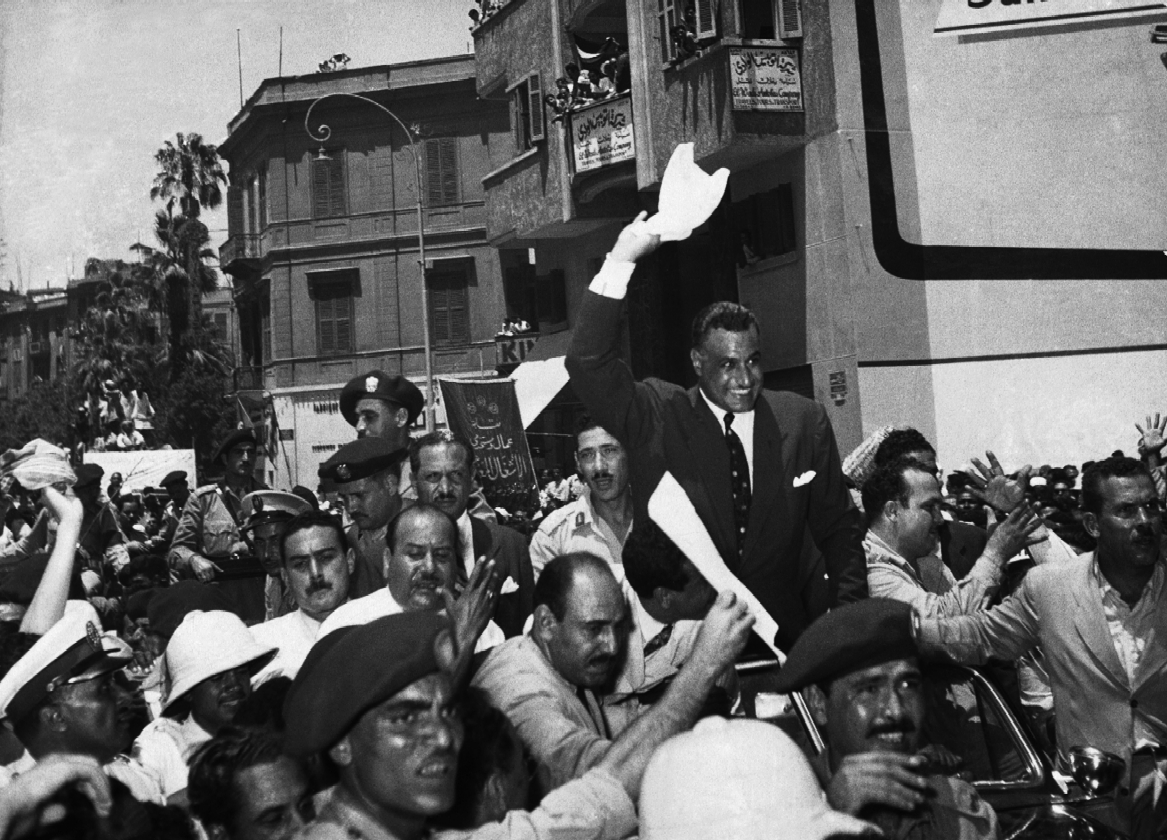
Naser w tłumie zwolenników po ogłoszeniu nacjonalizacji kanału sueskiego

26 lipca 1956 prezydent Egiptu ogłosił nacjonalizację Towarzystwa Kanału Sueskiego, którego akcje należały do Francuzów i Brytyjczyków. Rezultatem był wybuch kryzysu sueskiego – wojny Egiptu z koalicją izraelsko-brytyjsko-francuską. Wojna ta była militarną klęską Egiptu. Jego siły zbrojne mimo przeprowadzanych w poprzednich latach zbrojeń zostały pokonane przez siły izraelskie, a uderzenie brytyjsko-francuskie całkowicie unicestwiło egipskie lotnictwo. Egipt zyskał jednak na forum ONZ poparcie zarówno amerykańskie, jak i radzieckie; Rada Bezpieczeństwa ONZ wypowiedziała się przeciwko zachodnioeuropejskiej interwencji. Zmusiło to Wielką Brytanię i Francję do wycofania swoich wojsk z rejonu kanału sueskiego, także Izrael opuścił terytoria zajęte po 1956 w zamian za wprowadzenie na linię demarkacyjną z Egiptem sił pokojowych ONZ.
Zakończenie kryzysu sueskiego wzmocniło tendencje lewicowe w Egipcie. Od 1957 nadal nielegalne w kraju organizacje komunistyczne mogły de facto rozwinąć szeroką działalność wydawniczą (tłumaczenia tekstów Marksa, Lenina, Mao) i publicystyczną na łamach legalnej prasy. Znacjonalizowanych lub przekazanych egipskim właścicielom zostało 55 przedsiębiorstw brytyjskich i francuskich. W latach 1960–1961 nacjonalizacja objęła cały sektor bankowy, przemysł ciężki i żeglugę. Równocześnie państwo kierowało uzyskiwane kredyty zagraniczne na rozbudowę przemysłu. Swoje poglądy gospodarcze Naser określał mianem spółdzielczego socjalizmu demokratycznego, nie wykluczającego własności prywatnej, ale zakładającego współpracę wszystkich grup społecznych, wzmocnienie sektora państwowego, jedność wszystkich Egipcjan. Egipt nie miał wzorować się ani na systemach politycznych wschodnich, ani zachodnich. Prezydent nie był przeciwnikiem islamu i widział dla niego miejsce w społeczeństwie (w czasie kryzysy sueskiego środowiska islamistyczne i rząd podjęły nawet współpracę, w celu mobilizacji ludności w obronie kraju), opowiadał się jednak przeciwko fundamentalizmowi religijnemu. W latach 1955–1956 w Egipcie zlikwidowane zostało sądownictwo wyznaniowe, odtąd funkcjonowały wyłącznie sądy świeckie.
W 1957 na polecenie Nasera wykonanych zostało 12 wyroków śmierci na działaczach Stowarzyszenia Braci Muzułmanów, zaś ci, którzy przebywali w więzieniach, otrzymali możliwość odzyskania wolności w zamian za złożenie deklaracji lojalności wobec rządu. Przeważająca większość z kilkuset uwięzionych działaczy islamskich odmówiła. W tym samym roku zlikwidowany został Front Wyzwolenia, którego zadania miała przejąć Unia Narodowa. Celem tej partii miało być jednoczenie wszystkich obywateli, niezależnie od warstwy społecznej, w realizowaniu celów rewolucji egipskiej.

### Unia z Syrią i jej upadek. Kontynuacja socjalistycznej polityki gospodarczej

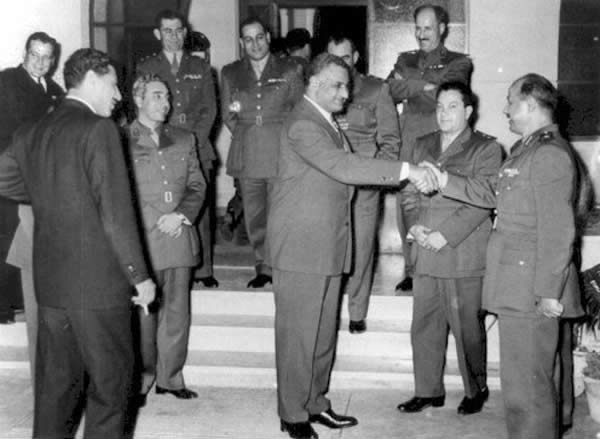
Naser przyjmuje delegację syryjską popierającą unię z Egiptem na czele z Afifem al-Bizrim

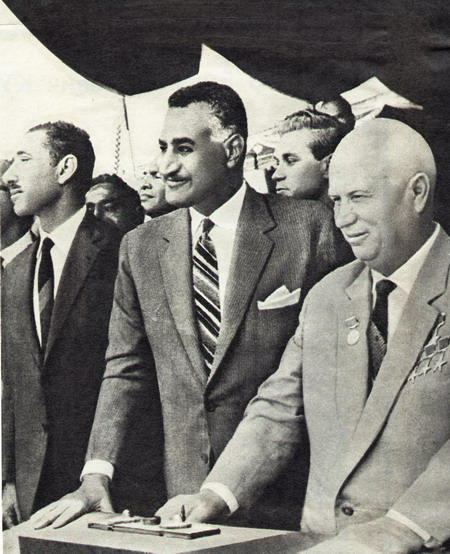
Wizyta Nikity Chruszczowa w Egipcie w 1964

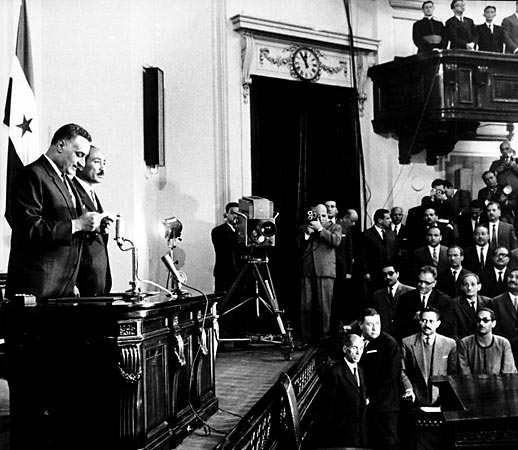
Zaprzysiężenie Nasera na trzecią kadencję prezydencką w 1965. Obok prezydenta stoi przewodniczący Zgromadzenia Narodowego Anwar as-Sadat

29 stycznia 1958 powstała Zjednoczona Republika Arabska, proklamowana po blisko rocznych przygotowaniach. Jednoczyła ona Egipt i Syrię, docelowo jednak miała być jedynie pierwszym krokiem na drodze do jedności Arabów. Od 1958 Naser wycofywał się z głoszonych wcześniej haseł egipskiego nacjonalizmu na rzecz jednoznacznego panarabizmu. Głosił jedność myśli wszystkich Arabów (konsekwencję posługiwania się wspólnym językiem), jak również jedność ich historii i świadomości. Unia z Syrią okazała się jednak polityczną porażką, gdyż już po dwóch latach od jej zawarcia Syria postanowiła ją zerwać. Przyczyną takiego stanu rzeczy były egipskie dążenia do zdominowania partnera i forsowanie socjalistycznych rozwiązań w gospodarce, niepopularnych w Syrii.
Wewnętrzne problemy i ostateczny rozpad wspólnego egipsko-syryjskiego państwa skłoniły Nasera do podjęcia dalszych reform społecznych w duchu socjalistycznym. W lipcu 1961 (dwa miesiące przed zerwaniem unii) prezydent Egiptu rozpoczął wdrażanie nowej reformy rolnej, zakładającej całkowitą nacjonalizację upraw bawełny, a w przypadku innych przedsiębiorstw rolnych – częściowe przejęcie przez państwo produkcji za odszkodowaniem. Nie przeprowadzono jednak pełnego upaństwowienia rolnictwa. Odrębne zmiany, wprowadzone przez Nasera dekretem prezydenckim 19 lipca 1961, dotyczyły kierownictwa przedsiębiorstw państwowych. W ich siedmioosobowych zarządach pięć osób miało być typowanych bezpośrednio przez prezydenta, dwie zaś (następnie liczbę tę zwiększono do czterech) – przez załogę. Kontynuowana była nacjonalizacja przedsiębiorstw przemysłowych. W styczniu 1962 własnością państwa stało się 77 przedsiębiorstw i połowa udziałów w dalszych 243, w roku następnym upaństwowiono ponad tysiąc kolejnych zakładów, jak również znacjonalizowano te, w których połowę udziałów zachowali prywatni właściciele. W 1964 analogicznie państwo przejęło na własność kilkaset firm. Byli właściciele mieli otrzymać odszkodowania, wypłacane w ratach przez 15 lat, jednak ich wysokość nie mogła przekroczyć 15 tys. funtów egipskich. Przeciwników nacjonalizacji spotkały represje. Kilkudziesięciu przedstawicieli nieistniejących już partii politycznych zostało aresztowanych, państwo wywłaszczyło całkowicie ok. 800 kapitalistów uznanych za wrogów polityki Nasera. Równocześnie ograniczono roczne dochody do 5 tys. funtów egipskich na osobę, dopuszczono pracowników do udziału w zyskach niektórych przedsiębiorstw, podniesiono o 100% płacę minimalną. Od 1962 szkolnictwo na poziomie podstawowym było bezpłatne, zaś od roku następnego darmowe kształcenie oferowano na wszystkich poziomach.
Równocześnie prezydent stracił po części dawną pozycję. Niezwykle wpływową postacią stał się jego dawny bliski przyjaciel i współpracownik Amir, nadal dowodzący siłami zbrojnymi. W 1962 mógł on nawet przeprowadzić zbrojny pucz, jednak po rozmowie z Naserem odstąpił od tego zamiaru. Rywalizacja z Amirem skłoniła Nasera do przeprowadzenia kolejnych zmian organizacji politycznej kraju. W końcu 1961 prezydent ogłosił początek przygotowań do Narodowego Kongresu Sił Ludu Pracującego, a w swoim przemówieniu potępił „wrogów ludu”. Kongres ten zebrał się 21 maja 1962 i przyjął napisany przez Nasera manifest – Kartę Narodową. Zaprezentowane w karcie poglądy zawierały odniesienia do marksistowskiego materializmu historycznego i uznawały socjalizm za najlepszą drogę dla państw rozwijających się. Doświadczenia innych krajów miały być dla Egiptu inspiracją, a nie ślepo przyjmowanym wzorem. Równocześnie odrzucono dyktaturę proletariatu lub jakiejkolwiek innej klasy, rezygnowano z powszechnej nacjonalizacji środków produkcji i z likwidacji własności prywatnej, zapowiadając jednak wiodącą rolę państwa w gospodarce. Karta podkreślała wiarę w Boga i wszystkich jego proroków, pozytywnie odnosiła się do nacjonalizmu. W tym samym roku wprowadzona została poprawka do konstytucji, ustanawiająca Radę Prezydencką jako organ doradczy przy głowie państwa. Już w lipcu 1963 Naser zrezygnował z niej, powołując w zamian siedmiu wiceprezydentów (pierwszym został Amir). Wcześniej, w grudniu 1962, przestała istnieć Unia Narodowa, którą zastąpiła Arabska Unia Socjalistyczna. Kierownictwo tej partii było wskazywane osobiście przez prezydenta, a znaczące wpływy w organizacji mieli dawni wojskowi. Wewnątrz organizacji Naser utworzył tajną komórkę o nazwie Socjalistyczna Awangarda. Od marca 1964 jedynie członkowie Arabskiej Unii Socjalistycznej mogli kandydować do nowego organu ustawodawczego – Zgromadzenia Ludowego. Zmianę tę wprowadziła nowa konstytucja, w której akcenty socjalistyczne były jeszcze silniejsze – przewidywała oddanie robotnikom i chłopom połowy miejsc we wszystkich wybieralnych organach państwowych. Równocześnie zachowywała sektor prywatny w gospodarce, obok spółdzielczego i państwowego. W maju tego samego roku oficjalną wizytę w Egipcie złożył Nikita Chruszczow. W sierpniu Naser przeprowadził kolejne nacjonalizacje prywatnych przedsiębiorstwo, co miało poprawić trudną sytuację ekonomiczną kraju. Jej głównym problemem była jednak biurokratyzacja zarządzania gospodarką.
W 1962 Egipt podjął interwencję w wojnie domowej w Jemenie Północnym. Koszty zaangażowania były bardzo wysokie, a wojska egipskie nie odnosiły sukcesów w wojnie partyzanckiej, do której nie były przygotowane. Interwencja pogorszyła również stosunki Egiptu z Arabią Saudyjską. Niezadowolenie wywołane niepowodzeniami w Jemenie Naser usiłował niwelować poprzez przyznawanie awansów i przywilejów służącym w oddziałach interwencyjnych. W sierpniu 1965 prezydent Egiptu podpisał ugodę z królem Arabii Saudyjskiej, jednak de facto nie zakończyła ona walk w Jemenie z udziałem egipskich oddziałów.
W latach 1964–1965 odbyły się trzy panarabskie konferencje (w Kairze, w Aleksandrii i w Casablance), których inicjatorem był prezydent Egiptu, a głównym tematem obrad – zagrożenie dla państw arabskich ze strony Izraela. W czasie konferencji nie wypracowano żadnych trwałych rozwiązań, a Egipt nie odniósł z nich większych korzyści. Zacieśniały się natomiast kontakty egipsko-radzieckie.
Naser odżegnywał się od komunizmu, odrzucał dyktaturę proletariatu, jako swój cel wskazywał jedynie socjalizm. W marcu 1964 na krótko złagodził politykę wobec Braci Muzułmanów, jednak już w sierpniu 1965 oskarżył ich o spisek przeciwko przywódcom rewolucji (nie stwierdzono, na ile zarzuty były słuszne). Na tej podstawie doszło do aresztowania kilku tysięcy członków organizacji, zaś siedmiu z nich zostało, po procesie, skazanych na śmierć i straconych w sierpniu 1966. Jednym z nich był główny ideolog organizacji Said Kutb.
W 1965 otrzymał Order Odrodzenia Polski I klasy.

### Konflikt z Izraelem
Od 1966 w otoczeniu Nasera narastało przekonanie, że Egipt nie stanie się przywódcą świata arabskiego z powodu porażek w konflikcie z Izraelem i niemożności wywalczenia niepodległego państwa dla Palestyńczyków. Obawy ten zwiększył jeszcze apel króla Arabii Saudyjskiej i szacha Iranu z 16 grudnia 1965 o wspólną walkę krajów muzułmańskich z syjonizmem, imperializmem i komunizmem, w którym potępiano także socjalizm. Naser odczytał treść apelu jako potępienie jego działalności. W sierpniu 1966 w przemówieniu do studentów egipskich w ZSRR prezydent odrzucił walkę z Izraelem z pobudek religijnych, uznał jednak przeciwstawienie się mu za obowiązek „postępowych sił arabskich”, którymi w jego ocenie obok Egiptu były Syria, Algieria i Irak. Zwycięstwo w wojnie z Izraelem miało także podnieść międzynarodowy prestiż Nasera, nadwątlony po klęskach w Jemenie i po rozpadzie unii z Syrią. Sukces miał ponadto odwrócić uwagę społeczeństwa od trudnej sytuacji ekonomicznej.
W Egipcie coraz silniejsze było przekonanie, że rozbudowa armii dzięki kontraktom z krajami Bloku Wschodniego pozwoli na militarne pokonanie Izraela. Sądzono, że siły zbrojne Egiptu staną się najsilniejsze w regionie. O potędze wojskowej kraju z powodzeniem przekonywał Nasera głównodowodzący armią gen. Amir. Ponadto uznano, że radzieckie wsparcie dla Egiptu uniemożliwi interwencję amerykańską po stronie izraelskiej. Marszałek ZSRR Andriej Grieczko obiecywał wojskowej delegacji egipskiej w maju 1967, iż w razie takiej interwencji wojska radzieckie podejmą walkę po stronie Egiptu. Nie zostało rozstrzygnięte, czy Moskwa świadomie przyczyniła się do wywołania wojny, która ostatecznie związałaby Egipt z ZSRR, przekazując Naserowi fałszywe informacje o rozmieszczeniu dwunastu brygad izraelskich na granicy izraelsko-syryjskiej, czy też egipski prezydent otrzymał informacje niesprawdzone i błędne. Według Jamesa Gelvina przedstawiciele ZSRR świadomie przekazali Naserowi fałszywy raport, on zaś zdecydował się rozpocząć konflikt, chociaż miał podejrzenia co do jego treści.
Znając stanowisko izraelskie, według którego zablokowanie cieśniny Tiran było równoznaczne z wypowiedzeniem wojny, Naser 22 maja 1967 ogłosił jej zamknięcie. Trzy dni później oznajmił, że problemem Egiptu jest trwałe zniszczenie państwa izraelskiego. 28 maja zażądał, by Izrael zrzekł się portu Ejlat nad Morzem Czerwonym i zapowiedział zamknięcie Kanału Sueskiego w razie udzielenia Izraelowi wsparcia przez dowolne państwo. 30 maja podpisał układ sojuszniczy z królem Jordanii Husajnem. Wsparcie zadeklarował także Irak. Jak pisał następnie Anwar as-Sadat, tajny projekt wspólnego ataku krajów arabskich na Izrael Naser podpisał w kwaterze głównej w nocy z 1 na 2 czerwca 1967. Egipski przywódca zakładał sprowokowanie Izraela do pierwszego uderzenia, a następnie przeprowadzenie zwycięskiej ofensywy.
Wbrew założeniom Nasera wojna z Izraelem zakończyła się całkowitą klęską Egiptu. Jego siły zostały okrążone i rozbite na Synaju. Armia izraelska pokonała również siły Jordanii. 8 czerwca obydwa państwa arabskie były zmuszone podporządkować się rezolucji Rady Bezpieczeństwa ONZ, żądającej natychmiastowego zawieszenia broni.

#### Dymisja i pozostanie na urzędzie

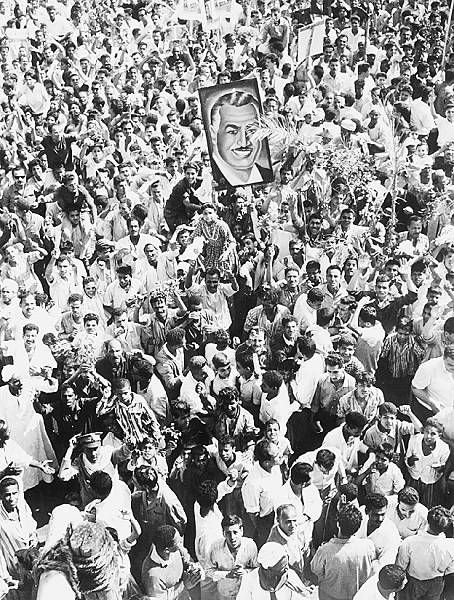
Protesty przeciwko dymisji Nasera

W pierwszym dniu po ogłoszeniu klęski państw arabskich (dotąd ukrywanej przed społeczeństwem, które otrzymywało niezgodne z prawdą komunikaty propagandowe) część oficerów armii egipskiej zażądała od Nasera dymisji. Prezydent wystąpił w telewizji 9 czerwca i podał się do dymisji, uznając swoją odpowiedzialność za przegraną wojnę i prosząc jedynie o kultywowanie idei panarabskich. W Kairze doszło jednak do masowych, w znacznej mierze spontanicznych pochodów poparcia dla niego. 10 czerwca również Zgromadzenie Narodowe poprosiło Nasera o powrót do sprawowania obowiązków prezydenta, co faktycznie się stało. Winą za klęskę obarczono w oficjalnej propagandzie gen. Amira, który najprawdopodobniej popełnił samobójstwo w więzieniu we wrześniu 1967.
Dzień po powrocie Nasera na urząd prezydencki zreorganizował on naczelne dowództwo armii i sam stanął na jej czele, zaś ministrem obrony mianował swojego bliskiego współpracownika gen. Muhammada Fauziego. Z wojska zdymisjonowano ok. 300 oficerów, utworzono także Narodową Radę Bezpieczeństwa, na czele której Naser stanął osobiście. 19 czerwca został również szefem rządu.
Klęska w wojnie sześciodniowej przełożyła się na dalsze osłabienie pozycji Egiptu wśród innych krajów arabskich. Zmusiło to Nasera do ostatecznego zakończenia interwencji w Jemenie Północnym i poszukiwania porozumienia z Arabią Saudyjską. Starania te zakończyły się powodzeniem. Na przełomie sierpnia i września 1967 na konferencji w Chartumie kraje arabskie produkujące ropę naftową zobowiązały się do wspierania finansowego państw, które poniosły klęskę w wojnie sześciodniowej. Egipt był największym beneficjentem tej pomocy.
W maju 1968 Naser opracował nowy statut Arabskiej Unii Socjalistycznej, zaś 14 lipca tego samego roku po czterostopniowych wyborach osobiście objął obowiązki jej przewodniczącego. Zmodyfikowany statut dawał mu prawo osobistego wskazywania 25 (z ogólnej liczby 150) członków Komitetu Centralnego partii.
Równocześnie w kraju toczyła się dyskusja nt. dalszego kierunku polityki zagranicznej. 22 czerwca 1967 wizytę w Kairze złożył przewodniczący Rady Najwyższej ZSRR Nikołaj Podgorny. Tymczasem w otoczeniu Nasera wykształciła się grupa nastawiona bardziej proamerykańsko, skupiona wokół wiceprezydenta Zachariji Muhjiego ad-Dina. Analogiczna dyskusja dotyczyła dalszej polityki gospodarczej. Wydaje się, że sam Naser miał wątpliwości co do swoich wcześniejszych działań w tym kierunku. Ostatecznie jednak na przełomie lat 1967 i 1968 postanowił kontynuować dotychczasowy kurs. W marcu zwolennicy zmian w gospodarce zostali zdymisjonowani z zajmowanych dotąd stanowisk. 30 marca 1968 w Heluanie Naser wygłosił przemówienie określane następnie jako manifest „Mandat do Przemian”. Wzywał w nim całe społeczeństwo do mobilizacji w celu odzyskania ziem utraconych w wojnie sześciodniowej, mówił o demokracji, w ogólnych słowach zapowiadał także poprawę poziomu życia, stanu krajowej ekonomiki i zmniejszenie stopy bezrobocia. W sprawie manifestu odbyło się w maju 1968 referendum, w którym przy niemal stuprocentowej frekwencji 99,9% głosujących (według danych urzędowych) poparła jego realizację. Egipt miał przejść „rewolucję ludową”, w której ostatecznie przyznano wiodącą rolę robotnikom i chłopom. Wbrew oficjalnym wyrazom poparcia dla rządów Nasera w listopadzie 1968 w Kairze i Aleksandrii doszło do największych od rewolucji 1952 zamieszek studenckich. Reakcją na nie było zwiększenie represji wobec opozycji.

### Nowy konflikt z Izraelem

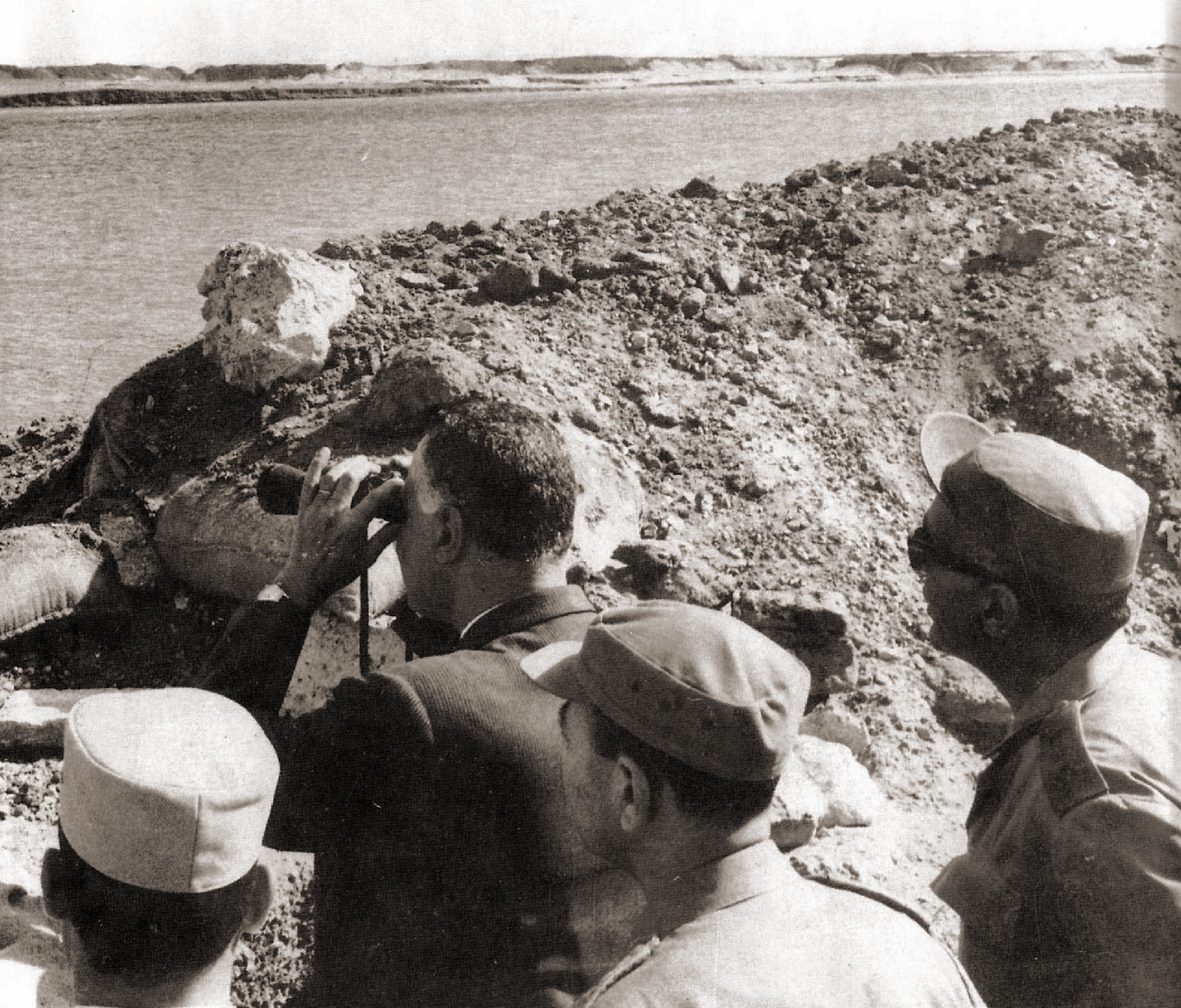
Wizyta Nasera na froncie wojny na wyczerpanie

Zdrowie Nasera sukcesywnie się pogarszało; cierpiał na choroby serca, cukrzycę i arteriosklerozę, latem 1968 był zmuszony udać się na leczenie do ZSRR.
Od sierpnia 1968 Egipt wywoływał starcia z Izraelem nad Kanałem Sueskim, które powodowały z kolei izraelskie ataki odwetowe. Od marca 1969 walki te toczyły się na szerszą skalę.
Nadzieje Nasera, iż w przedłużającej się wojnie Egipt odniesie sukces, nie sprawdzały się. Egipskiego przywódcę martwiła również znacznie mniejsza, niż sądził, pomoc radziecka, w rezultacie przestał akceptować rosnącą zależność kraju od ZSRR. Wobec kolejnych sukcesów militarnych Izraela (jednym z nich było zniszczenie fabryki w Abu Zabal podczas izraelskiego nalotu) w styczniu 1970 postanowił prosić jednak o dodatkowe wsparcie radzieckie. W czasie wizyty w Moskwie przekonał Leonida Breżniewa do skierowania do Egiptu nowych transportów sprzętu wojskowego oraz radzieckich wojskowych. Umożliwiło to wyrównanie sił egipskich i izraelskich, ale nie na odniesienie spodziewanych, decydujących sukcesów. Za radą Moskwy Naser postanowił zakończyć konflikt. 14 czerwca 1970 w wywiadzie dla amerykańskiej telewizji zadeklarował chęć zakończenia działań zbrojnych i uznania granic Izraela sprzed wojny sześciodniowej. Piętnaście dni później po naradzie z politykami radzieckimi przywódca Egiptu zgodził się na rozejm. 7 sierpnia 1970 Naser podpisał 90-dniowe zawieszenie broni. Wojna podniosła pozycję polityczną Egiptu, wykazała bowiem gotowość Związku Radzieckiego do wspierania jego interesów. Była jednak dla kraju konfliktem bardzo kosztownym pod względem strat w ludziach i strat gospodarczych.

### Zmiana kursu politycznego w ostatnich latach życia Nasera

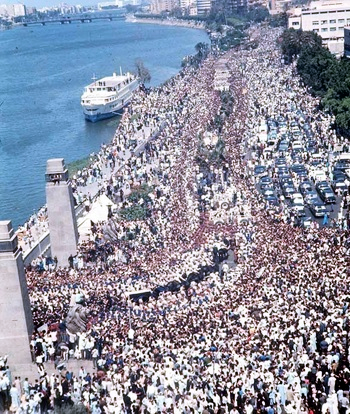
Pogrzeb Nasera w Kairze

W ostatnich latach życia Nasera zauważalne stały się oznaki zmiany kursu politycznego, zarówno w polityce zagranicznej, jak i wewnętrznej. Przywódca egipski rozwiązał Socjalistyczną Organizację Młodzieży i częściowo zliberalizował gospodarkę, przyjął także pokojowy plan Rogersa mający ostatecznie zakończyć konflikt bliskowschodni.
W końcu 1969 Naser spotkał się z przywódcami powstałych w tym samym roku wojskowych rządów Libii i Sudanu Muammarem Kaddafim oraz Dżafarem Muhammadem an-Numajrim w Trypolisie, by omówić perspektywy współpracy swoich krajów.
Wyrazem zmian w polityce Nasera w ostatnim okresie jego życia mogło być również powołanie na I wiceprezydenta Anwara as-Sadata, kojarzonego z prawicowym skrzydłem w otoczeniu prezydenta. Nie oznaczało ono jednak wskazania Sadata na sukcesora; dotychczasowe nominacje wiceprezydenckie Nasera nie miały w dłuższej perspektywie większego znaczenia.
Do końca życia Naser próbował zachować pozycję Egiptu jako państwa wiodącego w świecie arabskim. We wrześniu 1970 zorganizował w Kairze konferencję poświęconą wydarzeniom czarnego września w Jordanii. Wkrótce po jej zakończeniu zmarł na zawał serca. Jego śmierć była szokiem dla mieszkańców Egiptu, nieznających prawdy o jego bardzo złym stanie zdrowia. W Egipcie zarządzono 40 dni żałoby narodowej, opuszczono flagi do połowy masztu i zamknięto teatry, kina, szkoły i wiele sklepów do dnia pogrzebu. Żałobę narodową ogłosiło kilka państw, m.in. Jordania (40 dni), Syria (40 dni), Brazylia (3 dni), Indie (3 dni), Kuba (3 dni), Wenezuela (3 dni), Algieria (3 dni), Tunezja (3 dni), Niemiecka Republika Demokratyczna (1 dzień), Jugosławia (1 dzień) W pogrzebie Nasera, który odbył się w Kairze 1 października 1970 wzięły udział delegacje z ponad 60 państw, w tym premier ZSRR Aleksiej Kosygin, premier Francji Jacques Chaban-Delmas, cesarz Etiopii Hajle Syllasje I, prezydent Algierii Huari Bumedien, prezydent Syrii Nur ad-Din al-Atasi. Władze PRL reprezentował zastępca przewodniczącego Rady Państwa Ignacy Loga-Sowiński oraz wiceminister spraw zagranicznych Zygfryd Wolniak.

## Bilans rządów
W pełni wyzwolił Egipt spod wpływów brytyjskich. W okresie jego rządów Egipt stał się jednym z najsilniejszych państw rozwijających się.
Jednym z głównych celów Nasera było ustanowienie sprawiedliwości społecznej, którą uważał za warunek wstępny do liberalnej demokracji. Na skutek reform socjalnych, zwykli obywatele zyskali bezprecedensowy dostęp do mieszkań, edukacji, pracy, służby zdrowia i pożywienia, a także innych form pomocy społecznej, znacznie osłabły wpływy dawnej elity feudalnej. Poprawiły się warunki pracy, choć nadal nie udało się zlikwidować dużej biedy, a znaczne środki były kierowane na działania wojenne.
Stan egipskiej gospodarki poprawił się dzięki reformie rolnej, modernizacji i nacjonalizacji Kanału Sueskiego. Egipt przeżył „złoty wiek” kultury, szczególnie w takich dziedzinach jak film, telewizja, teatr, radio, literatura, komedia, poezja i muzyka. Egipt w produkcji ikon kulturowych zdominował świat arabski.
W okresie prezydentury Mubaraka w kraju zaczęły pojawiać się partie naserystowskie.

### Wpływ na inne kraje arabskie
Poprzez swoje działania i wypowiedzi, jak również przez fakt, iż stał się symbolem arabskiej „woli ludu”, zainspirował kilka arabskich rewolucji narodowowyzwoleńczych. Nakreślił kurs polityczny swojego pokolenia. Zakres jego wpływów sprawił, że priorytetem dla przywódców państw arabskich było budowanie dobrych stosunków z Egiptem, w celu zdobycia popularności wśród własnych obywateli.
W różnym stopniu, system rządów Nasera naśladowany był przez prawie wszystkie republiki arabskie – Algierię, Syrię, Irak, Tunezję, Jemen, Sudan i Libię. Pierwszy prezydent Algierii, Ahmad Ben Bella, był zagorzałym naserystą. W imię panarabizmu Abd Allah as-Sallal i jego rebelianci wypędzili z Jemenu Północnego monarchę. Idee Nasera miały wpływ na rewolucję iracką r. 1958 i zamach stanu w Syrii w 1963. Muammar Kadafi, który w 1969 roku obalił w Libii monarchię, uważał Nasera za bohatera i dążył do tego, by zostać jego następcą jako nieformalny przywódca świata arabskiego. W 1969 władzę w Sudanie przejął zwolennik Nassera, Dżafar Muhammad an-Numajri.
Organizacja Arabski Ruch Nacjonalistyczny pomagała szerzyć panarabskie idee Nasera w całym świecie arabskim, zwłaszcza wśród Palestyńczyków, Jemenie Południowym, krajach Zatoki Perskiej i w Iraku.
Według Elie Podeha zaściankowość kolejnych arabskich przywódców przekształciła naśladowanie [Nasera] w parodię.
W XXI wieku stał się jednym z symboli tzw. arabskiej wiosny.

## W popkulturze
W 1963 roku egipski reżyser Youssef Chahine wyprodukował film El Naser Salah el Dine, w którym świadomie nakreślona została paralela między Naserem i arabskim bohaterem narodowym, Saladynem. W filmie Nasser 56 w reżyserii Muhammada Fadila z 1996 roku rolę Nasera odegrał Ahmed Zaki. Film opowiada o życiu Nasera w okresie kryzysu sueskiego. Film ustanowił rekord oglądalności w Egipcie. Jest to pierwszy film dramatyczny kinematografii egipskiej i arabskiej ukazujący życie współczesnego regionalnego przywódcy. W 1999 roku ukazał się syryjski film biograficzny Gamal Abdel Nasser.

## Życie prywatne
W 1944 roku Naser ożenił się z 22-letnią Tahią Kazim, córką bogatego Irańczyka i Egipcjanki (w młodości straciła oboje rodziców). Gamal poznał Tahię rok wcześniej poprzez jej brata, a zarazem przyjaciela Nasera, Abdela Hamida Kazima. Po ślubie młoda para przeprowadziła się do domu w Manszijat al-Bakri na przedmieściach Kairu, gdzie przeżyła resztę życia. W domu Naserów niekiedy dyskutowano o polityce, przeważnie jednak Naser oddzielał swoją karierę od życia rodzinnego. Większość czasu wolnego spędzał ze swoimi dziećmi. Naser i jego żona mieli dwie córki i trzech synów – Hodę, Monę, Chalida, Abd al-Hamida i Abd al-Hakima.
Będąc zwolennikiem świeckiej polityki, był równocześnie praktykującym muzułmaninem; w latach 1954 i 1965 odbył pielgrzymki do Mekki. Był nieprzekupny, a cecha ta wzmacniała jego reputację w Egipcie i świecie arabskim. Osobistymi hobby prezydenta były: gra w szachy, fotografia i słuchanie muzyki klasycznej. Regularnie czytał pisma w języku angielskim, arabskim i francuskim. W wolnych chwilach oglądał też amerykańskie filmy.
Naser znany był ze swoich bliskich kontaktów ze zwykłymi Egipcjanami. Między 1953 a 1970 rokiem wygłosił 1359 przemówień.
Naser miał kilka nałogów, m.in. palił. Pracował po osiemnaście godzin dziennie, rzadko wypoczywał. Połączenie nałogowego palenia i długich godzin pracy przyczyniły się do pogorszenia się jego stanu zdrowia. Na początku lat 60. zdiagnozowano u niego cukrzycę, w kolejnych latach cierpiał także na choroby serca, wysokie ciśnienie krwi i miażdżycę. Przeżył dwa ataki serca (w 1966 i 1969), po drugim z ataków przez sześć tygodni leżał w łóżku. Media podawały wówczas, że brak jego politycznej aktywności spowodowany jest grypą.

## Prace
Napisał następujące książki, opublikowane za jego życia:
- Wspomnienia Pierwszej Wojny Palestyńskiej (يوميات الرئيس جمال عبد الناصر عن حرب فلسطين)
- Wyzwolenie Egiptu: Filozofia rewolucji (فلسفة الثورة) 1955
- Ku wolności (arab. في سبيل الحرية) 1959

## Tytuły
W 1963 roku został uhonorowany tytułem honorowego obywatela Lublany.